# Vinklad fältmätare
Vinklad fältmätare (Euphyia unangulata) är en fjärilsart som beskrevs av Adrian Hardy Haworth 1809. Vinklad fältmätare ingår i släktet Euphyia och familjen mätare. Arten är reproducerande i Sverige. Inga underarter finns listade i Catalogue of Life.

## Bildgalleri

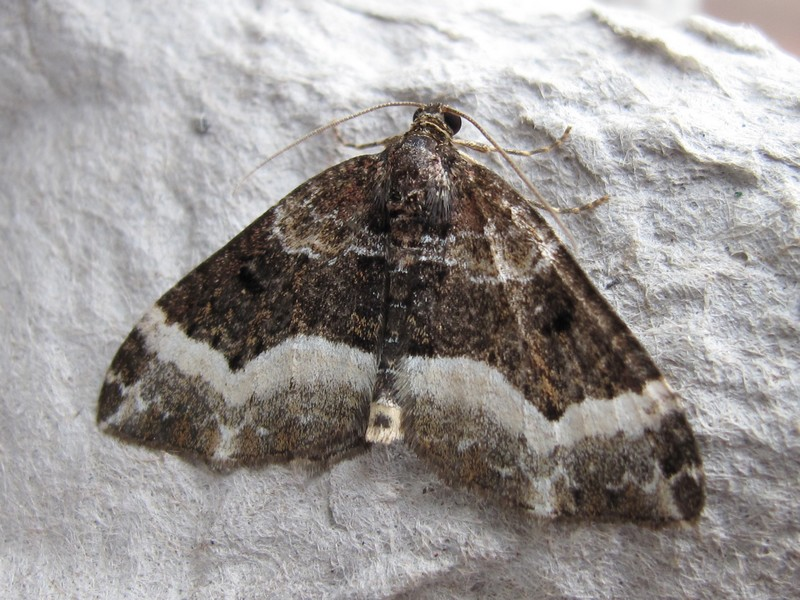
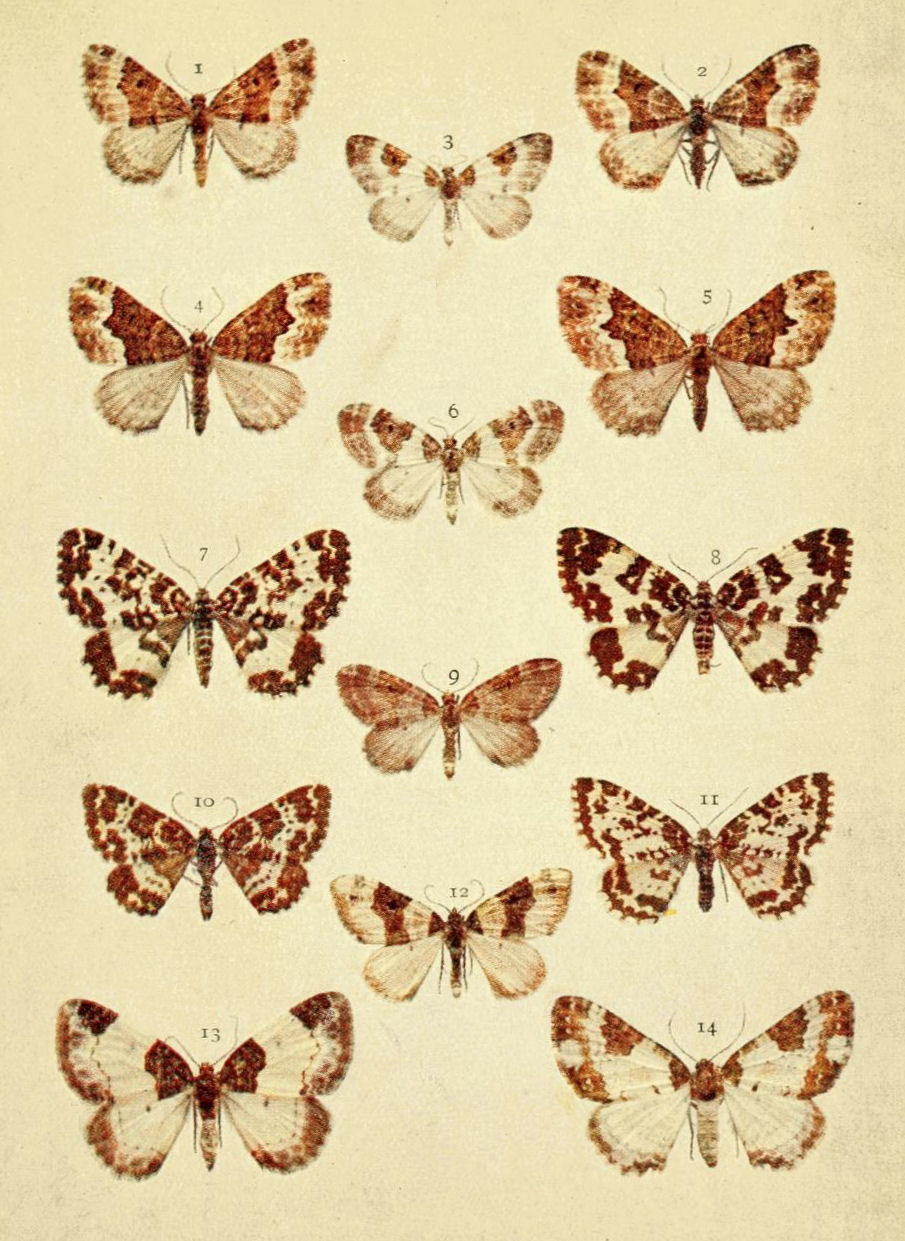